# ホセ・カバレーロ
- ホセ・カバジェロ
- ホセ・カバイェロ

ホセ・マヌエル・オルテガ・カバレーロ（José Manuel Ortega Caballero, 1996年8月30日 - ）は、パナマのパナマ県パナマ市出身のプロ野球選手（内野手）。右投右打。MLBのニューヨーク・ヤンキース所属。
メディアによっては「カバジェロ」、「カバイェロ」と表記されることもある。

## 経歴

### プロ入りとダイヤモンドバックス傘下時代
2017年のMLBドラフト7巡目（全体202位）でアリゾナ・ダイヤモンドバックスから指名されプロ入り。契約後、傘下のルーキー級ミズーラ・オスプレイでプロデビューし、36試合に出場して打率.319、2本塁打、15打点、4盗塁を記録した。
2018年はA-級ヒルズボロ・ホップスとA級ケーンカウンティ・クーガーズでプレーし、2球団合計で37試合に出場して打率.290、5本塁打、24打点、12盗塁を記録した。
2019年はA+級バイセイリア・ローハイドで開幕を迎えた。

### マリナーズ時代
2019年7月31日にマイク・リークとのトレードで、シアトル・マリナーズへ移籍した。移籍後は傘下のルーキー級アリゾナリーグ・マリナーズとA+級モデスト・ナッツでプレーし、移籍前を含めた3球団合計で69試合に出場して打率.272、3本塁打、23打点、33盗塁を記録した。オフにはアリゾナ・フォールリーグに参加し、ピオリア・ハベリーナズに所属した。
2020年は新型コロナウイルスの影響でマイナーリーグの試合が開催されなかったため、公式戦の出場は無かった。
2021年はルーキー級アリゾナ・コンプレックスリーグ・マリナーズ、A+級エバレット・アクアソックス、AA級アーカンソー・トラベラーズでプレーし、3球団合計で20試合に出場して打率.258、3本塁打、15打点、11盗塁を記録した。オフには2年ぶりにアリゾナ・フォールリーグに参加し、再びピオリア・ハベリーナズに所属した。
2022年はAA級アーカンソーでプレーし、33試合に出場して打率.245、2本塁打、13打点、15盗塁を記録した。オフには2年連続（通算3度目）でアリゾナ・フォールリーグに参加し、三たびピオリア・ハベリーナズに所属した。
2023年はシーズン開幕前に開催されたWBCのパナマ代表に選出された。シーズンではAAA級タコマ・レイニアーズで開幕を迎え、4月15日にメジャー契約を結んでアクティブ・ロースター入りした。同日のコロラド・ロッキーズ戦にて9回の守備から途中出場してメジャーデビューを果たすと、19日のミルウォーキー・ブルワーズ戦ではエリック・ラウアーからメジャー初安打を放った。最終的に104試合に出場して打率.221、4本塁打、26打点、26盗塁を記録した。

### レイズ時代
2024年1月5日にルーク・ラリーとのトレードで、タンパベイ・レイズへ移籍した。この年は44盗塁を記録し、盗塁王を獲得した。
2025年は後述のトレード前までに86試合に出場して打率.226、2本塁打、27打点、34盗塁（8盗塁死）などを記録していた。

### ヤンキース時代
2025年7月31日にエバーソン・ペレイラ、後日発表選手または金銭とのトレードで、ニューヨーク・ヤンキースへ移籍した。翌8月1日のマイアミ・マーリンズ戦（マーリンズ・パーク）では、この試合に代打として出場して安打を放ったベン・ライスの代走として途中出場。移籍後初盗塁、初得点を記録した。

## 詳細情報

### 年度別打撃成績
| 年 度    | 球 団    | 試 合 | 打 席 | 打 数 | 得 点 | 安 打 | 二 塁 打 | 三 塁 打 | 本 塁 打 | 塁 打 | 打 点 | 盗 塁 | 盗 塁 死 | 犠 打 | 犠 飛 | 四 球 | 敬 遠 | 死 球 | 三 振 | 併 殺 打 | 打 率 | 出 塁 率 | 長 打 率 | O P S |
| -------- | -------- | ----- | ----- | ----- | ----- | ----- | -------- | -------- | -------- | ----- | ----- | ----- | -------- | ----- | ----- | ----- | ----- | ----- | ----- | -------- | ----- | -------- | -------- | ----- |
| 2023     | SEA      | 104   | 280   | 231   | 37    | 51    | 9        | 1        | 4        | 74    | 26    | 26    | 3        | 0     | 4     | 28    | 0     | 17    | 66    | 0        | .221  | .343     | .320     | .663  |
| 2024     | TB       | 139   | 483   | 441   | 53    | 100   | 24       | 1        | 9        | 153   | 44    | 44    | 16       | 3     | 3     | 27    | 1     | 9     | 133   | 6        | .227  | .283     | .347     | .630  |
| MLB：2年 | MLB：2年 | 243   | 763   | 672   | 90    | 151   | 33       | 2        | 13       | 227   | 70    | 70    | 19       | 3     | 7     | 55    | 1     | 26    | 199   | 6        | .225  | .305     | .338     | .643  |

- 2024年度シーズン終了時
- 各年度の太字はリーグ最高

### WBCでの打撃成績
| 年 度 | 代 表  | 試 合 | 打 席 | 打 数 | 得 点 | 安 打 | 二 塁 打 | 三 塁 打 | 本 塁 打 | 塁 打 | 打 点 | 盗 塁 | 盗 塁 死 | 犠 打 | 犠 飛 | 四 球 | 敬 遠 | 死 球 | 三 振 | 併 殺 打 | 打 率 | 出 塁 率 | 長 打 率 |
| ----- | ------ | ----- | ----- | ----- | ----- | ----- | -------- | -------- | -------- | ----- | ----- | ----- | -------- | ----- | ----- | ----- | ----- | ----- | ----- | -------- | ----- | -------- | -------- |
| 2023  | パナマ | 4     | 15    | 13    | 3     | 3     | 1        | 0        | 0        | 4     | 1     | 1     | 0        | 0     | 0     | 1     | 0     | 1     | 1     | 0        | .231  | .333     | .308     |

### 年度別守備成績
内野守備
| 年 度 | 球 団 | 二塁（2B） | 二塁（2B） | 二塁（2B） | 二塁（2B） | 二塁（2B） | 二塁（2B） | 三塁（3B） | 三塁（3B） | 三塁（3B） | 三塁（3B） | 三塁（3B） | 三塁（3B） | 遊撃（SS） | 遊撃（SS） | 遊撃（SS） | 遊撃（SS） | 遊撃（SS） | 遊撃（SS） |
| 年 度 | 球 団 | 試 合      | 刺 殺      | 補 殺      | 失 策      | 併 殺      | 守 備 率   | 試 合      | 刺 殺      | 補 殺      | 失 策      | 併 殺      | 守 備 率   | 試 合      | 刺 殺      | 補 殺      | 失 策      | 併 殺      | 守 備 率   |
| ----- | ----- | ---------- | ---------- | ---------- | ---------- | ---------- | ---------- | ---------- | ---------- | ---------- | ---------- | ---------- | ---------- | ---------- | ---------- | ---------- | ---------- | ---------- | ---------- |
| 2023  | SEA   | 64         | 84         | 152        | 4          | 36         | .983       | 9          | 1          | 6          | 0          | 1          | 1.000      | 21         | 23         | 47         | 2          | 14         | .972       |
| 2024  | TB    | 30         | 23         | 43         | 2          | 9          | .971       | 37         | 17         | 51         | 1          | 5          | .986       | 88         | 85         | 187        | 9          | 37         | .968       |
| MLB   | MLB   | 94         | 107        | 195        | 6          | 45         | .981       | 46         | 18         | 57         | 1          | 6          | .987       | 109        | 108        | 234        | 11         | 51         | .969       |

外野守備
| 年 度 | 球 団 | 左翼（LF） | 左翼（LF） | 左翼（LF） | 左翼（LF） | 左翼（LF） | 左翼（LF） |
| 年 度 | 球 団 | 試 合      | 刺 殺      | 補 殺      | 失 策      | 併 殺      | 守 備 率   |
| ----- | ----- | ---------- | ---------- | ---------- | ---------- | ---------- | ---------- |
| 2023  | SEA   | 1          | 0          | 0          | 0          | 0          | ----       |
| MLB   | MLB   | 1          | 0          | 0          | 0          | 0          | ----       |

- 2024年度シーズン終了時

### タイトル
- 盗塁王：1回（2024年）

### 背番号
- 76（2023年）
- 7（2024年）
- 77（2025年 - 同年7月31日）
- 72（2025年8月1日 - ）

### 代表歴
- 2023 ワールド・ベースボール・クラシック・パナマ代表